# 弗里德里希·吉利

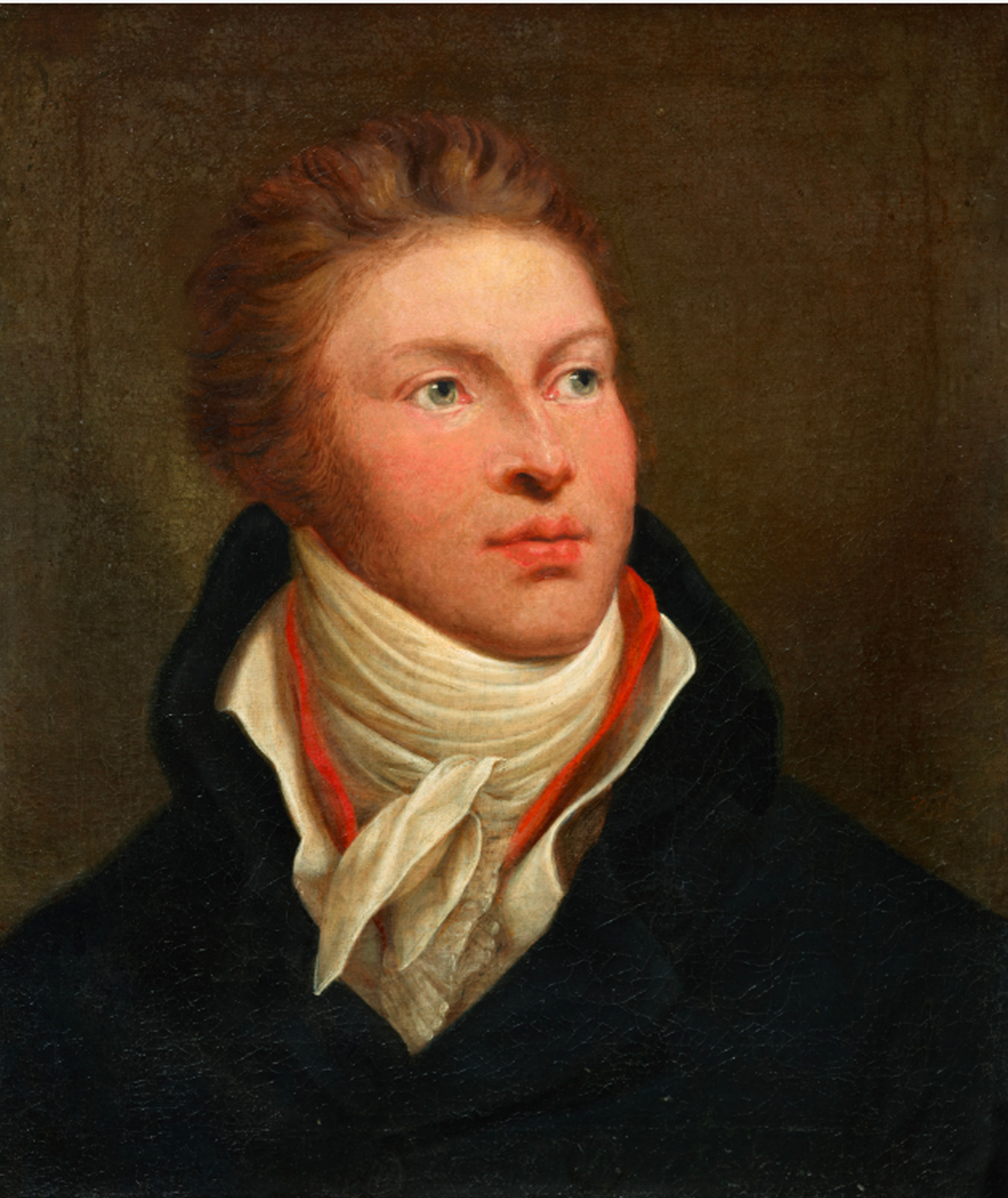
弗里德里希·吉利

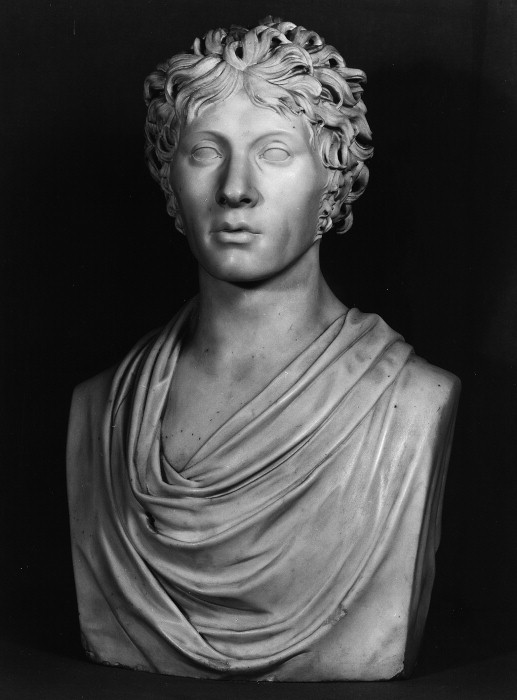
弗里德里希·吉利

弗里德里希·吉利（Friedrich David Gilly，1772年2月16日—1800年8月3日），生于阿爾特丹（位於今波蘭），达维德·吉利之子，普魯士時期為德意志建築師與建築家，影響古典主義大師申克爾甚深。1800年在卡爾斯巴德（位於今捷克））逝世。